# إعادة التمويل
إعادة التمويل هي الاستعاضة عن التزام دين قائم بالتزام دين آخر بشروط مختلفة. قد تختلف شروط وأحكام إعادة التمويل إلى حد كبير حسب البلد أو المقاطعة أو الولاية، استنادًا إلى عدة عوامل اقتصادية مثل المخاطر الكامنة، والمخاطر المتوقعة، والاستقرار السياسي للأمة، واستقرار العملة والأنظمة المصرفية، والجدارة الائتمانية للمقترِض والتصنيف الائتماني لدولة ما. في كثير من الدول الصناعية، هناك شكل شائع لإعادة التمويل، وهو الحصول على مكان للرّهن السكني الأولي.
إذا حدث استبدال الدين في ظل ضائقة مالية، فقد يُشار إلى إعادة التمويل على أنها إعادة هيكلة الديون.
يمكن إعادة تمويل قرض (دين) لأسباب مختلفة:
1. للاستفادة من سعر فائدة أفضل (دفعة شهرية مخفضة أو مدة مخفّضة)
2. لدمج الدين) أو الديون) الأخرى في قرض واحد (فترة زمنية أطول / أقصر، متوقفة على فارق سعر الفائدة والرسوم)
3. لتخفيض مبلغ السداد الشهري (غالبًا لفترة أطول، اعتمادًا على فارق سعر الفائدة والرسوم)
4. لتقليل المخاطر أو تعديلها (على سبيل المثال، التبديل من سعر فائدة متغير إلى قرض ذي معدل ثابت (
5. لتوفير الأموال (غالبًا ما تكون لفترة طويلة، متوقفة على فارق سعر الفائدة والرسوم).

عادةً ما يتم إعادة التمويل للأسباب 2 و3 و5 من قبل المقترضين الذين يواجهون صعوبات مالية من أجل تقليل التزامات السداد الشهرية، مع فرض عقوبة على الذين يستغرقون وقتًا أطول لسداد ديونهم.
وفي سياق التمويل الشخصي (على عكس تمويل الشركات)، فإن إعادة تمويل الديون المتعددة تجعل إدارة الديون أسهل. وإذا دُمجت الديون ذات الفائدة المرتفعة، مثل ديون بطاقات الائتمان، في الرهن العقاري السكني، فإن المقترِض يصبح قادراً على سداد الدين المتبقي بأسعار الرهن العقاري على مدى فترة أطول.
وبالنسبة لقروض الرّهن العقاري في الولايات المتحدة، فقد تكون هناك مزايا ضريبية متاحة مع إعادة التمويل، وخاصةً إذا لم يدفع الشخص ضريبة دنيا بديلة.

## المخاطر
بعض القروض ذات المدة المحددة لها شروط جزائية (أحكام استدعاء) تنطلق من السداد المُبكر للقرض، جزئياً أو كلياً، فضلاً عن رسوم (الإغلاق). كما ستُفرض رسوم على عمليات إعادة التمويل. ولابد من حساب هذه الرسوم قبل الشروع في إعادة تمويل القروض، حيث يمكنها القضاء على أي مدَّخرات تنشأ عن طريق إعادة التمويل. لا تنطبق شروط العقوبة إلا على القروض المدفوعة قبل الاستحقاق. وإذا سدد القرض عند استحقاقه، فسيمثل تمويلاً جديداً وليس إعادة تمويل، وتنتهي جميع شروط الالتزام السابق عندما تسدد صناديق التمويل الجديدة الدين السابق.
إذا كان للقرض المُعاد تمويله نفس سعر الفائدة كما كان سابقًا، ولكن لفترة أطول، سيؤدي ذلك إلى زيادة إجمالي تكلفة الفائدة على مدى عمر القرض، وبالتالي سيؤدي إلى بقاء المقترِض في الدين لسنوات عديدة أخرى. عادةً، ما يكون للقرض المُعاد تمويله معدل فائدة أقل. وهذا المعدل المنخفض، مقترناً بالمعدل الجديد الأطول أمداً المتبقي على القرض، من شأنه أن يخفِّض المدفوعات.
يجب على المقترِض حساب التكلفة الإجمالية لقرض جديد مقارنةً بالقرض الحالي. وستشمل تكلفة القرض الجديد تكاليف الإغلاق وغرامات الدفع المسبق (إن وُجدَت) والفائدة المدفوعة على مدى فترة القرض الجديد. ولابد أن يكون هذا أقل من الفوائد المتبقية التي ستُدفَع على القرض الحالي لمعرفة ما إذا كان من المنطقي إعادة تمويله.
في بعض السلطات القضائية، التي تختلف في الدولة الأمريكية، حيث تُعتبر قروض الرهن العقاري المُعاد تمويلها ديناً موردياً، مما يعني أن المقترض مسؤول في حالة التخلّف عن السداد (التقصير)، في حين أن القروض العقارية غير المُعاد تمويلها هي ديون غير مَورديّة.

## نقاط
في كثير من الأحيان تتطلب إعادة تمويل المقرضين نسبة مئوية من إجمالي مبلغ القرض كدفعة مسبقة. وعادةً ما يتم التعبير عن هذا المبلغ في «نقاط» أو «أقساط» في الولايات المتحدة. 1 نقطة = 1% من إجمالي مبلغ القرض.
يؤدي ارتفاع عدد النقاط (أي زيادة الدفع مقدمًا (عادةً إلى انخفاض سعر الفائدة. وسوف يعرض بعض المقرضين تمويل أجزاء من القرض بأنفسهم، وبالتالي توليد ما يسمى «النقاط السلبية» (أي الخصومات).

## الأنواع (القروض الأمريكية فقط)

### بلا تكاليف إغلاق
عادةً ما يدفع المقترضون الذين لديهم هذا النوع من إعادة التمويل عددًا قليلاً من الرسوم المدفوعة للحصول على قرض الرهن العقاري الجديد. يمكن أن يكون هذا النوع من إعادة التمويل مفيدًا بشرط أن يكون سعر السوق السائد أقل من معدل المقترض الحالي من خلال صيغة يحددها المقرض الذي يعرض القرض.
قبل أن تقرأ أي معلومات أخرى، لا تزود أي مقرض برقم بطاقة ائتمان حتى يزودك بتقدير حسن النية، فهو حقًا قرض بقيمة صفر. لا يمكن دفع رسوم التقييم من قِبل المقرض أو الوسيط، لذلك سيظهر ذلك دائمًا في إجمالي رسوم التسوية في الجزء السفلي من تقييم حسن النية الخاص بك.
يمكن أن يكون هذا اختيارًا ممتازًا في سوق متراجعة أو إن لم تكن متأكدًا من أنك ستحتفظ بالقرض لفترة كافية لاسترداد تكلفة الإغلاق قبل إعادة التمويل أو سداده. على سبيل المثال، أنّك تخطط لبيع منزلك في غضون ثلاث سنوات، ولكن الأمر سيستغرق خمس سنوات لاسترداد تكلفة الإغلاق. هذا قد يمنعك من التفكير في إعادة التمويل، ولكن إذا اتخذت خيار أن تكون» تكلفة الإغلاق صفر»، فيمكنك خفض معدّل الفائدة الخاص بك دون المخاطرة بفقدان المال.
وفي هذه الحالة يتلقى الوسيط ائتمانات أو ما يسمى أقساط توزيع المردود. أقساط توزيع المردود هي المبالغ النقدية التي تتلقاها شركة الرهن العقاري للحصول على القرض الخاص بك.
يوفّر الوسيط العميل والمستندات اللازمة لمعالجة القرض، ويدفع المقرض لهم مقابل تقديم هذه الخدمة بدلاً من أن يدفع لأحد موظفي القرض.
نظرًا لأن الوساطة يمكن أن يكون لديها أكثر من موظف للقروض الناشئة، فيمكنهم أحيانًا الحصول على (أقساط توزيع المردود) إضافية لجلب كمية من القروض.
يعتمد ذلك عادةً على تمويل أكثر من مليون في إجمالي القروض شهريًا.
وهذا من شأنه أن يفيد المقترض بشكل كبير، وخاصةً منذ الأول من أبريل 2011 .  طُبقت قوانين جديدة من قبل الحكومة الفيدرالية التي تنص على أن جميع الوسطاء قد حدّدوا الأسعار مع المقرضين الذين يتعاملون معهم.
يمكن للوسطاء الحصول على الكثير من (أقساط توزيع المردود) حتى يتمكنوا من تزويدك بمعدل أقل مما إذا كنت قد ذهبت مباشرةً إلى المقرض ويمكنهم دفع جميع تكاليف الإغلاق الخاصة بك على عكس المقرض الذي سيجعلك تدفع جميع رسوم الطرف الثالث بمفردك. وبالتالي ينتهي بك الأمر بمعدل أقل ورسوم أقل.
وبما أن قانون «ريسبا» الجديد دخل حيز التنفيذ في أبريل 2011، لم يعد بإمكان الوسطاء تقرير حجم القرض الذي يريدون الحصول عليه. وبدلاً من ذلك، يوقعون على عقد في أبريل الذي ينص على أنهم سيحافظون على نسبة معينة فقط من (أقساط توزيع المردود)، أما الباقي سيذهب نحو تكلفة الإغلاق للمقترضين.
لا يشكل الرهن العقاري بلا تكاليف إغلاق عادةً أفضل الخيارات بالنسبة للأشخاص الذين يدركون أنهم سيحافظون على ذلك القرض طيلة مدة القرض أو على الأقل ما يكفي من الوقت لاسترداد تكاليف الإغلاق.
وعندما يدفع المقترض من جيبه لتغطية تكاليف الإغلاق، فإنه يصبح عُرضة لخطر أكبر يتمثل في خسارة الأموال التي استثمرها. وفي معظم الحالات، لا يستطيع المقترض التفاوض على رسوم التقييم أو الضمان.
في بعض الأحيان، عند تغطية تكاليف الإغلاق في قرض، يمكنك بسهولة تحديد ما إذا كان من المنطقي التعامل مع سعر أقل لتكلفة الإغلاق أو سعر أعلى قليلاً مجانًا.
إذا كان المبلغ المدفوع مقابل 4.5% مع 2.500 دولار كرسوم تسوية هو نفسه مقابل   4.25% مجانًا، فستدفع المبلغ نفسه على طول القرض، ومع ذلك إذا اخترت القرض مع تكلفة الإغلاق وإعادة التمويل قبل نهاية المدة المخصصة لك تكون قد هدرت المال على تكلفة الإغلاق. وبالتالي سيكون مبلغ القرض الخاص بك أقل من 2,500 عند  4,25%  والدفع هو نفسه.